# Chionaema tegyra
Chionaema tegyra är en fjärilsart som beskrevs av Druce 1899. Chionaema tegyra ingår i släktet Chionaema och familjen björnspinnare. Inga underarter finns listade i Catalogue of Life.